# 산시난루역
산시난루역(중국어: 陕西南路站)은 중국 상하이시 쉬후이구와 황푸구의 경계에, 화이하이 중로·산시 남로·난창로의 교차로에 위치한, 상하이 지하철 1호선, 10호선, 12호선의 지하철 환승역이다. 1호선 역은 베이징 도시 건설 설계원에거 설계하여 도시화이하이 중로와 산시 남로에 위치하며, 10호선역은 난창로·산시 남로·샹양 남로 사이에, 12호선역은 산시 남로·화이하이로·난창로 사이에 있다. 세 개의 승강장은 “工”자 모양으로 배열된다.

## 역 구조

### 층별 구조
| 지면층   | 출구                            |                                                    |
| 지하 1층 | 1호선 대합실                    | 1-4번 출구, 개집표기, 자동매표기, 유인 안내데스크  |
| 지하 1층 | 10, 12호선 대합실               | 6-10번 출구, 개집표기, 자동매표기, 유인 안내데스크 |
| 지하 2층 | ←                               | ■1호선 신좡 방면(창수루)                           |
| 지하 2층 | 섬식 승강장, 왼쪽 출입문이 열림 |                                                    |
| 지하 2층 | →                               | ■1호선 푸진루(황피난루)                            |
| 지하 2층 | ←                               | ■10호선 훙차오역/항중루(상하이도서관)              |
| 지하 2층 | 섬식 승강장, 왼쪽 출입문이 열림 |                                                    |
| 지하 2층 | →                               | ■10호선 지롱루(신톈디)                             |
| 지하 3층 | ←                               | ■12호선 치신루 방면 (자산루)                       |
| 지하 3층 | 섬식 승강장, 왼쪽 출입문이 열림 |                                                    |
| 지하 3층 | →                               | ■12호선 진하이루 방면 (난징시루)                   |

### 대합실
산시난루역 대합실은 지하 1층에 위치하고 있다. 1호선, 12호선, 10호선이 Z자형으로 배열되어 있다. 1호선 대합은 화이하이 중로 지하에 동서로 배치되어 있으며, 남서쪽은 환승통로가 있어 12호선 대합실과 연결되어 있다. 12호선 대합실은 산시 남로 지하에 남북으로 배치되어 있고, 남쪽은 10호선 대합실의 동쪽 끝과 연결되어 있으며, 10, 12호선 대합실 교차점에 삼각환승홀을 설치하여 iAPM Mall LG 2층과 맞닿아 있다. 10호선 대합실은 난창로 북쪽 지하에 동서로 배치되어 있다.

### 승강장
산시난루역 승강장은 세 노선 모두 섬식 승강장으로, 이 중 1호선 승강장은 화이하이 중로 지하, 12호선 승강장은 산시 남로 지하, 10호선 승강장은 난창로 북쪽 지하에 있다.

### 환승
산시난루역은 10호선이 개통되면서 1호선과 10호선의 환승역이 되었다. 그러나 두 역은 운임구역에서 연결되지 않아 30분 이내 교통카드 승객만 나와서 환승(간접환승)할 수 있었다.
2015년 12월 19일부터 12호선이 개통되면서 산시난루역은 1호선과 10호선과 12호선의 환승역이 되어 운임구역내 환승통로가 개설되면서 간접환승을 실시하지 않게 되었다.

## 출구
산시난루역에는 9개의 번호가 매겨진 출구가 있다.
|                                          |                                      |      |  |
|                                          |                                      |      |  |
|                                          |                                      |      |  |
| 출구 번호                                | 출구 인근                            | 사진 |  |
| 1번 출구                                 | 산시 남로 동측, 화이하이 중로 남측   |      |  |
| 2번 출구                                 | 산시 남로 동측, 화이하이 중로 북측   |      |  |
| 3번 출구                                 | 마오밍 남로 서측, 화이하이 중로 북측 |      |  |
| 4번 출구                                 | 마오밍 남로 서측, 화이하이 중로 남측 |      |  |
| 6번 출구                                 | 난창로 남측, 산시 남로 서측          |      |  |
| 7번 출구                                 | 난창로 남측, 샹양 남로 동측          |      |  |
| 8번 출구                                 | 산시 남로 서측, 난창로 북측          |      |  |
| 9번 출구                                 | 산시 남로 서측, 화이하이 중로 남측   |      |  |
| 10번 출구                                | 산시 남로 서측, 화이하이 중로 남측   |      |  |
| 아이콘 설명: 엘리베이터 \| 휠체어 리프트 |                                      |      |  |

주: 화장실은 7번 출구에 있다.

## 사진첩
- 1호선 대합실에 전시된 벽화
- 개조전 산시난루역 1호선 안내데스크 (2009년)
- 개조전 산시난루역 3번 출구 (2004년)

## 인근 역세권
- 상하이 환마오 광장(上海環貿廣場)
- 궈타이 영화관(国泰电影院)

## 연결 교통

### 버스
24, 26, 41, 42, 45, 104, 128, 146, 167, 301, 304, 320, 911, 911구간, 920, 926, 955